# Cheilofagia
La cheilofagia (conosciuta anche come morsicatio labiorum) è un disturbo che consiste nel procurarsi autonomamente delle lesioni alle labbra, talvolta in modo compulsivo. Le lesioni sono dovute a frequenti morsi che spesso si manifestano come tic nervosi. Le ferite provocate in questo modo possono essere molto dolorose e la reiterazione dell'atto di mordersi le labbra porta un ritardo nella guarigione delle lesioni stesse. Molti pazienti sono a conoscenza di questa abitudine mentre altri tendono a negarla, oppure si infliggono le lesioni senza averne consapevolezza.

## Epidemiologia
Questo disturbo è relativamente frequente, sia pure meno rispetto ad un comportamento per certi versi simile, l'onicofagia. La cheilofagia è decisamente più comune nelle persone che soffrono di stress o si trovano in condizioni emotivamente impegnative. Non sembra esistere una prevalenza di genere. La prevalenza sembra essere più elevata in soggetti di età maggiore di 35 anni.

## Cause
Alla base del disturbo possono esservi problemi di natura psicologica, situazioni di stress o ansia.
Secondo alcuni la cheilofagia potrebbe essere un segno di atteggiamento autolesionista, un'espressione di aggressività autodiretta (rivolta contro se stessi) piuttosto che verso l'esterno.

## Segni e sintomi
La cheilofagia comporta cambiamenti delle caratteristiche della mucosa delle labbra (e talvolta della lingua o della mucosa buccale), dovute ad irritazione cronica dei tessuti. L'alterazione tipica della mucosa appare una lesione macerata di colore grigio-biancastro (meno frequentemente tendente al giallastro), in cui talvolta, ma non sempre, è possibile rilevare una colonizzazione batterica. Nei soggetti affetti sono spesso rilevabili lesioni biancastre, ruvide, spesso bilaterali, della mucosa buccale anteriore che sono particolarmente presenti nell'area in cui si incontrano i denti superiori e inferiori. Occasionalmente possono essere identificate aree più o meno estese di eritema, erosione o vere e proprie ulcere traumatiche. È pure possibile un'evoluzione verso piccole ferite frastagliate.
I soggetti con il disturbo possono mostrare anche tendenza al bruxismo, dolore mandibolare disfunzionale oppure altre caratteristiche orali di disturbi psicologici.

## Diagnosi
La diagnosi è clinica e si basa sull'anamnesi e sull'esame obiettivo con il riscontro delle caratteristiche lesioni. Le lesioni non sono tuttavia patognomoniche, pertanto nei casi dubbi è possibile eseguire biopsie delle lesioni da inviare al laboratorio di anatomia patologica.

### Diagnosi differenziale
La diagnosi differenziale dovrebbe includere altre patologie della mucosa della cavità orale, che tendono ad apparire in modo simile biancastre o giallastre: tra queste il lichen planus orale, la candidosi, la leucoplachia, il leucoedema orale e l'ustione chimica.

## Trattamento
Le lesioni a carico delle labbra sono innocue e non richiedono alcun particolare trattamento. Il paziente necessita di rassicurazione psicologica da parte del curante e, se possibile, è opportuno rimuovere eventuali situazioni di stress che possono essere alla base, o comunque accentuare il disturbo. Nei casi più gravi può essere opportuno uno specifico intervento di tipo psicologico o psicoterapeutico, ma in letteratura vi è carenza di studi a sostegno di questa scelta.